# Leathermouth
Leathermouth (często przedstawiani jako LeATHERMØUTH) – amerykański zespół grający post hardcore punk.

## Historia
Zespół został założony w 2007 r. przez kolegów gitarzysty rytmicznego My Chemical Romance, Franka Iero. Do zespołu w jego pierwotnym składzie należeli: grający na gitarach elektrycznych Rob Hughes, (grający także w The Champagne Charade) i Vincent Averelli, basista Andrew Escobar oraz Steve Oyola będący perkusistą a zarazem najmłodszym członkiem składu (oboje opuścili grupę).
W 2008 r. zespół uległ przetasowaniu. Na perkusji Steve'a Oyola zastąpił James Deewes, wokalista zespołu Reggie and the Full Effect, z którym Iero zaprzyjaźnił się podczas The Black Parade World Tour z My Chemical Romance, gdzie Deewes wspomagał zespół na instrumentach klawiszowych. Gitarę basową od Andrew Escobar'a przejął za to John Hambone, bardzo dobry przyjaciel Franka Iero, z którym tamten grał w paru zespołach, między innymi w Pencey Prep przed założeniem MCR.
W październiku 2008 r. zespół podpisał kontrakt z wytwórnią muzyczną Epitah Records. Rok później wydany został debiutancki album zatytułowany XØ, który jest jedynym wydawnictwem zespołu.
Zespół zakończył działalność w 2010 roku. W wywiadzie dla magazynu Alternative Press Iero wyjawił, że kilkoro członków zespołu zwróciło się ku religii i postanowiło nie być już częścią Leathermouth.
W 2013 r., Leathermouth ponownie zebrali się na jednorazowy występ na festiwalu Skate and Surf w New Jersey.

## Skład zespołu
Aktualni członkowie
- Frank Iero – wokal
- Rob Hughes– gitara elektryczna
- Vincent Avarali – gitara elektryczna
- John Hambone – gitara basowa
- James Dewees – perkusja (od 2008)

Byli członkowie
- Andrew Escobar – gitara basowa
- Steve Oyola – perkusja (do 2007)

## Dyskografia
Albumy studyjne
- XØ (2009)

Single
- Body Snatchers 4 Ever (2008)

## Teledyski
- Body Snatchers 4 Ever (2009)